# Constantin Meunier
Constantin Émile Meunier (Etterbeek (Brüsszel), 1831. április 12. – Ixelles/Elsene (Brüsszel), 1905. április 4.) belga szobrász, festő és grafikus.

## Tanulmányai
Már 15 éves korának betöltése előtt megkezdte tanulmányait a Brüsszeli akadémián, emellett pedig három évig Charles Auguste Fraikin szobrász segédjeként dolgozott. François-Joseph Navez festőművész mellett csaknem nyolc évig tanult. A festészet láthatóan jobban megtetszett neki, mint a szobrászat, mert a következő 30 évben szinte csak festészettel és rajzzal foglalkozott.
Első önálló festményei húszéves korában vallási témájúak voltak, ilyen művei ma is több templomban megtalálhatóak.
1882 októberében belga állami megbízással utazott Sevillába, ahol 1883 áprilisáig maradt. Másolatot kellett készítenie Pedro Campaña festményéről (Levétel a keresztről). Emellett sok színes, hangulatos képet festett az andalúziai élet jeleneteiről. Ott találkozott Théo van Rysselberghe, Frantz Charlet belga és Dario de Regoyos spanyol festőkkel is, akik átutazóban voltak Marokkóba.

## Munkások
Camille Lemonnier megbízásából egy sor illusztrációt készített a Belgium bányavidékeiről szóló kötethez. Munkája során ellátogatott számos bányába, kohászati üzembe, üveggyárba. A korabeli munkásosztály nehéz sorsa döntő hatással volt munkásságára. A kor szociális mozgalmai is hozzájárultak ahhoz, hogy Meunier ezután teljesen a szocialista realizmus felé fordult, megalkotva annak saját, spontán, nyugatias változatát. 1880-ban egy genti kiállításon nagy sikert aratott a munkások életét ábrázoló festményeivel.
1884-től újra a szobrászatra összpontosított, ezt a kifejezési formát alkalmasabbnak vélve a munkások nehéz életének ábrázolására.  Az antwerpeni kikötőben is tanulmányozta a rakodómunkások erőfeszítéseit. Ennek az eredménye az egyik legismertebb szobra, amely ma is Antwerpen központjában áll.
1887-ben Borinage-ban járt, amikor egy 170 életet követelő metánrobbanás történt a bányában. Meunier tanúja volt a tragikus jelenetnek, amikor egy anya felismerte fiát az áldozatok között. Életének hátralévő két évtizedében alkotásait már kizárólag a kétkezi dolgozóknak szentelte. 1889-ben alkotta meg azokat a szobrait, amelyek a később Brüsszelben felállított, „A munka emlékművét” díszítik.
1895-ben Brüsszelben telepedett le. 1896-ban sikeres kiállításon mutatta be műveit Párizsban. Nemzetközi hírnevet szerzett különösen szobraival, amelyek még sikeresebbek lettek, mint festményei.
1900-ban építette házát és műtermét Brüsszel Ixelles/Elsene negyedében, ahol most a Meunier Múzeum található.

## Műveinek utóélete
„Saját” múzeumán kívül számos műve látható európai köztereken, valamint a világ nagy múzeumaiban, így a párizsi Orsay Múzeumban valamint a budapesti Szépművészeti Múzeumban is.

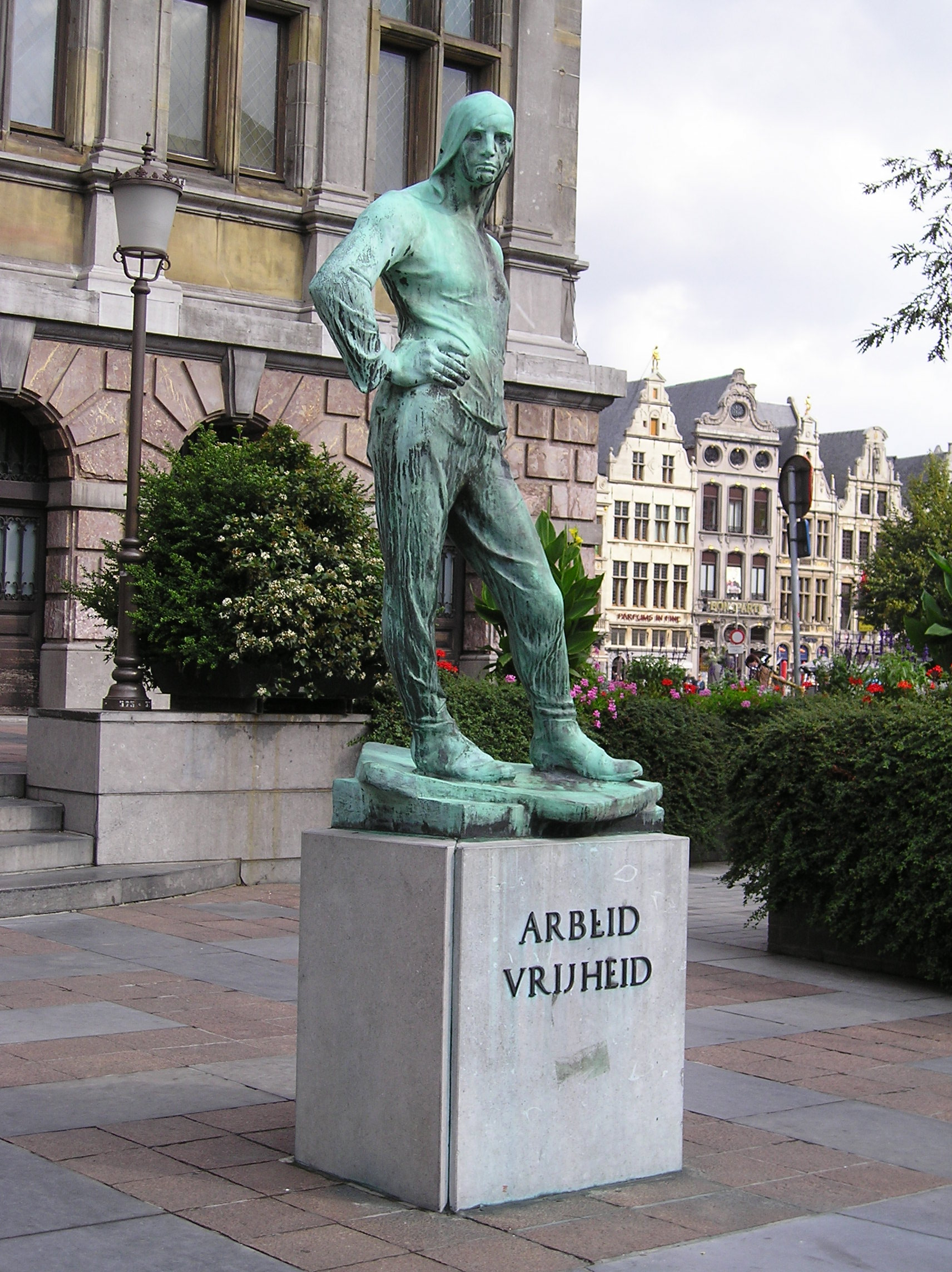
Dokkmunkás szobra Antwerpenben
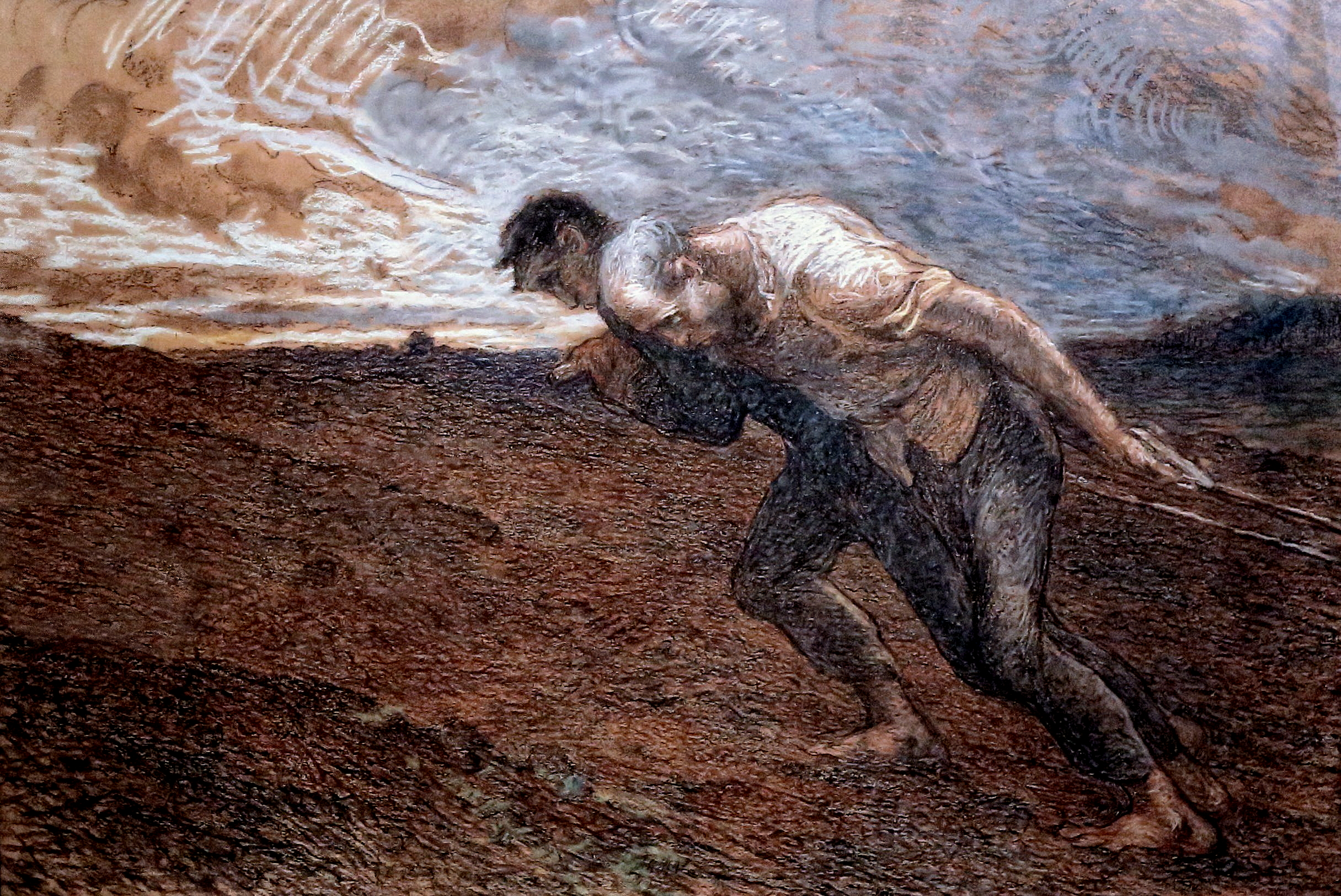
Napszámosok
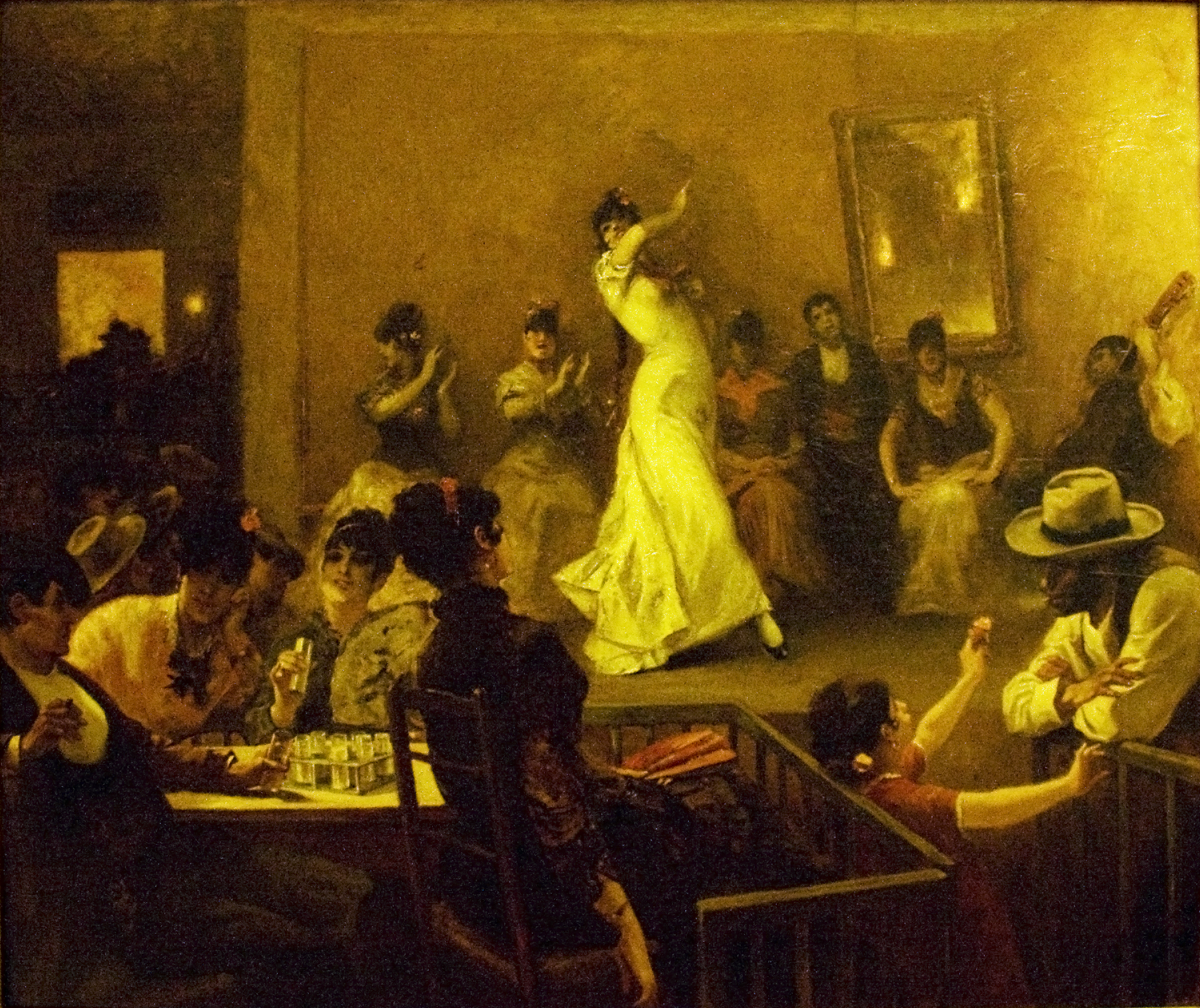
Sevillai kávéház
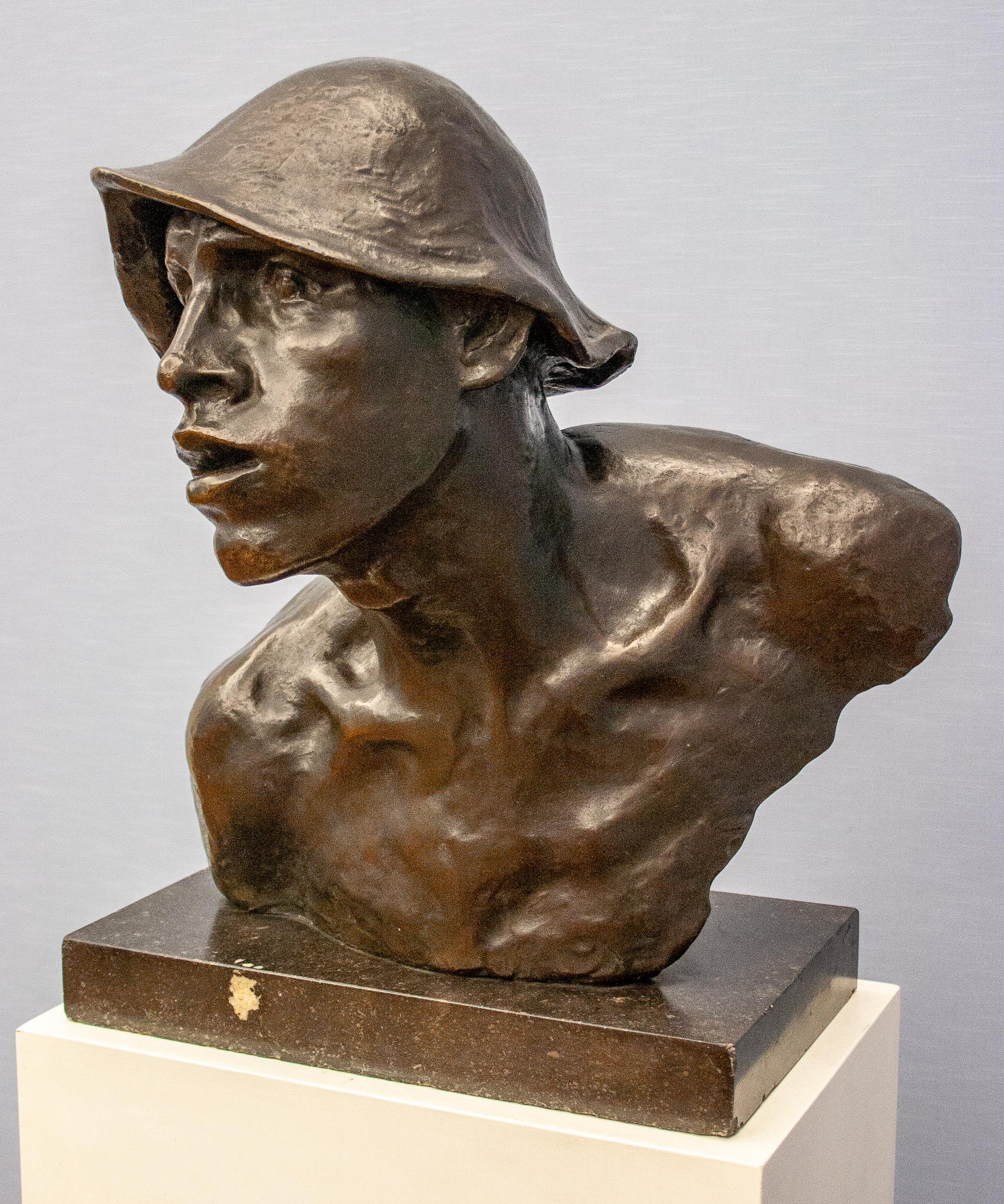
Öntödei munkás szobra a müncheni Neue Pinakothekben